# Форт-500

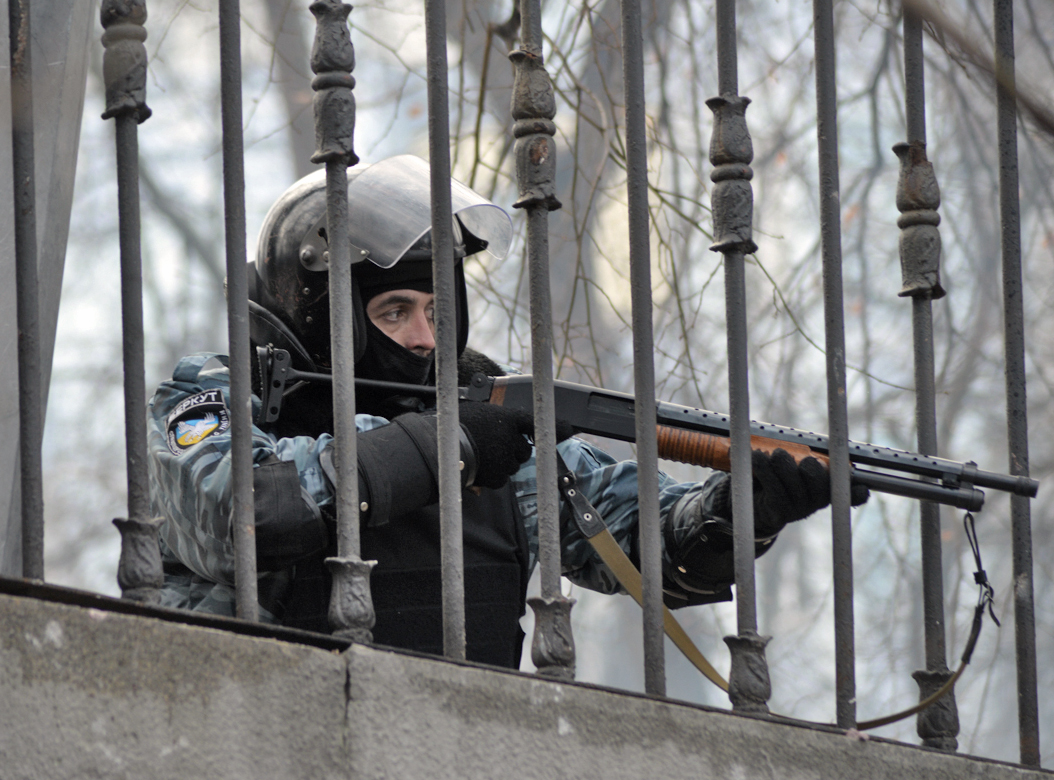
Сотрудник «Беркута» с ружьём «Форт-500» (Киев, 19 января 2014)

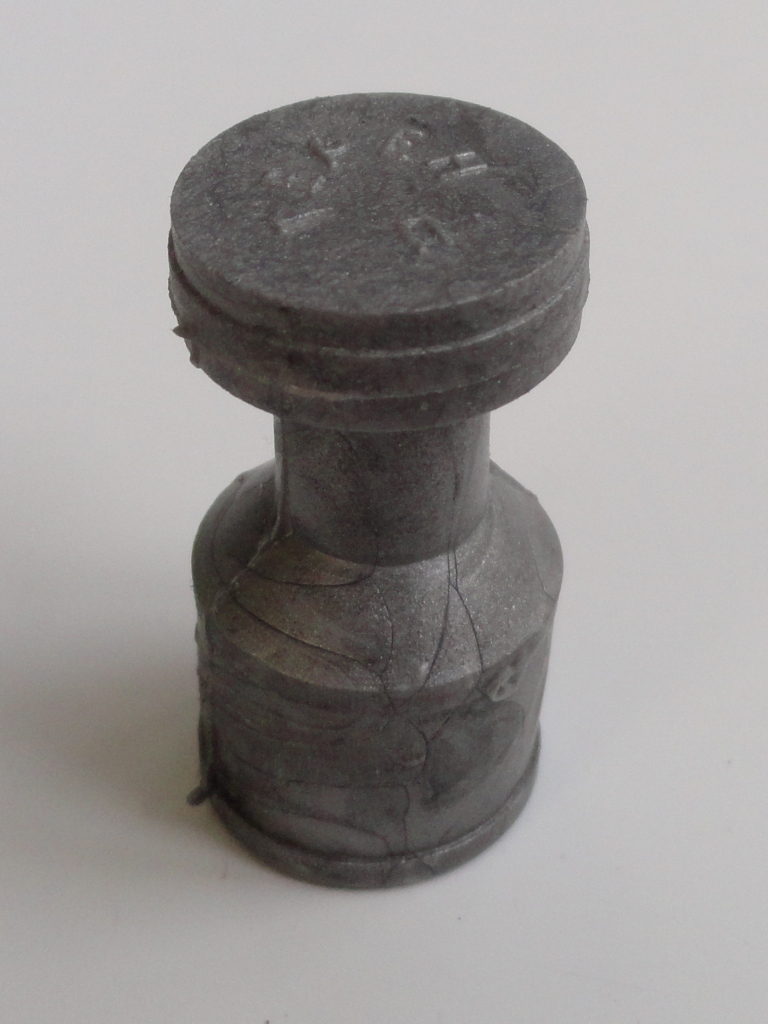
Резиновая пуля «Терен-12П», разработанная НПП «Эколог» на основе конструкции пули Блондо, применяемая для стрельбы из «Форт-500»"

Форт-500 — одноствольное гладкоствольное ружьё производства НПО «Форт».

## Варианты
Ружья Форт-500 выпускаются в нескольких различных модификациях и вариантах исполнения:
- Форт-500 — первый вариант, снят с производства
- Форт-500А — полицейское ружьё с длиной ствола 510 мм и складным вверх металлическим прикладом[3], заменено в производстве моделью Форт-500АС
- Форт-500М — полицейское ружьё с длиной ствола 345 мм, пистолетной рукоятью и телескопическим прикладом[3].
  - Форт-500М1 — полицейское ружьё с длиной ствола 345 мм, пистолетной рукоятью и складным вверх металлическим прикладом.
- Форт-500Т — полицейское ружьё с длиной ствола 510 мм и телескопическим прикладом[3], заменено в производстве моделью Форт-500ТС.

## Аксессуары
Для ружей Форт-500 выпускаются аксессуары и дополнительное оборудование:
- комплект сменных дульных насадок
- вентилируемый кожух ствола
- комплект планок «пикатинни»[4]
- насадка для отстрела газовых гранат «Терен-6Д» с ирритантом (смесь морфолида пеларгоновой кислоты и CS) на дальность 60-80 м[5] (отстрел гранаты производится холостым патроном «Терен-12В»[6])
- насадка на дульную часть ствола для отстрела дверных замков[7]
- в 2007 году для «Форт-500» был разработан холостой патрон специальной конструкции, обеспечивающий возможность отстрела из ружья стандартизованного трехлапого якоря-кошки на дальность до 50 метров[8]

## Страны-эксплуатанты
- Украина — в 2000 году первая партия ружей «Форт-500» была передана в опытную эксплуатацию подразделений ГУ МВД Украины по Киеву и Киевской области[9]. В дальнейшем, ружья поступили на вооружение спецподразделения «Беркут» МВД Украины[10] и пограничной службы[11]. После реформы МВД Украины и создания Национальной полиции, ружья вошли в перечень оружия спецподразделения «КОРД» Национальной полиции Украины[12].